# Ган, Филипп Маттеус
Филипп Маттеус Ган (нем. Philipp Matthäus Hahn; 1739—1790) — немецкий изобретатель, священник. Принадлежит к числу первых создателей действующих счётных машин.

## Биографическая справка
Родился 25 ноября 1739 года в деревне Шарнхаузен неподалёку от Штутгарта в семье викария. Изучал теологию в Тюбингенском университете, увлекался математикой и механикой; тогда же проявил склонность к изобретательству. По окончании обучения получил место викария в деревне Онстметтинген, где в течение нескольких лет разрабатывал машину, воспроизводящую движение небесных тел. Машина была впоследствии изготовлена в металле и вручена в дар герцогу Вюртембергскому, после чего Ган получил довольно широкую известность; о его личности и деятельности положительно отзывались И. В. Гёте и И. К. Лафатер.
В конце 1760-х годов Ган принял решение заняться разработкой арифметической машины вслед за Г. В. Лейбницем. Первые функциональные образцы были построены к 1772 году, однако окончательный её вариант оказался готов лишь в 1778 году; год спустя создатель опубликовал статью с описанием машины в журнале «Deutschen Mercur». В 1783 году на базе этого описания инженер И. Г. Мюллер создал усовершенствованный вариант конструкции, о котором сам Ган отзывался довольно снисходительно.
По завершении работ над счётной машиной Ган более не возвращался к вычислительной технике, продолжив работать в области создания часовых механизмов и астрономических приборов.
Скончался в 1790 году; был похоронен в Эхтердингене. Немецкий публицист К. Ф. Д. Шубарт в статье по случаю его кончины писал, что Ган был «гордостью Вюртемберга и славой Германии».

## Счётная машина Гана
Конструкция, изготовленная Ганом, имела круглую форму и содержала в своём составе элементы, известные как «ступенчатые валики Лейбница». Каждый из валиков оканчивался стержнем с десятью делениями от 0 до 9, который можно было поднимать или опускать на любое число делений (задавая тем самым цифры числа).

Ступенчатые валики зацепляются с колёсами основного счётчика, которые расположены на 12 вертикальных осях. На каждой оси поверх крышки машины укреплена круглая эмалированная пластинка с двумя рядами (кольцами) цифр. Внешний ряд цифр (от 0 до 9) — чёрного цвета, внутренний ряд (от 9 до 0) — красного. Чёрные цифры используются при сложении и умножении, красные — при вычитании и делении. Пластинки располагаются по дуге, имея над собой плоскую стрелку с вырезом, через который видны считываемые цифры. За основным счётчиком размещены оси вспомогательного счётчика. Его шкалы имеют один ряд цифр. Центральную часть машины занимает неподвижный круг с ручкой, которая придаёт машине вид кофемолки, и стрелкой-указателем. Поворотом ручки число переносится с устройства ввода (ступенчатых валиков) на основной счётчик. При этом вспомогательный счётчик регистрирует число оборотов ручки. Сдвиг множимого осуществляется следующим образом: освобождают защёлку на наружном краю машины и поворачивают подвижное кольцо с основным и вспомогательным счётчиками до тех пор, пока стрелка-указатель не укажет нужный разряд вспомогательного счётчика; затем защёлку закрывают и поворачивают ручку столько раз, сколько единиц стоит в соответствующем разряде множителя.
— Гутер Р. С., Полунов Ю. Л. От абака до компьютера. М.: Знание, 1981.

## Сочинения
- Hahn, Philipp Matthäus: Kurze Beschreibung einer kleinen beweglichen Welt-Maschine. Перепечатка издания Konstanz, Lüdolph, 1770. Предисловие Reinhard Breymayer. Tübingen: Noûs-Verlag Thomas Leon Heck, 1988.
- Hahn, Philipp Matthäus: Beschreibung mechanischer Kunstwerke. 1. u. 2. Teil. Mit einer autobiographischen Vorrede. Stuttgart: J. B. Mezler 1774. — переиздано: Stuttgart: Lithos 1991, ISBN 3-88480-013-2.
- Hahn, Philipp Matthäus: Hinterlassene Schriften. Предисловие Christoph Ulrich Hahn. Heilbronn [am Neckar] und Rothenburg an der Tauber: J. D. Claß 1828.
- Philipp Matthäus Hahn – Jakob Friedrich Klemm: Etwas zum Verstand des Königreichs Gottes  und Christi („Fingerzeig“) * samt einem Auszug aus dem „Theologischen Notizbuch“ von Philipp Matthäus Hahn mit neun ausgewählten Abhandlungen aus dem zeitlichen Umfeld der Epheserbriefauslegung von 1774. Hrsg. von Walter Stäbler. (Stuttgart : Verein  für württembergische Kirchengeschichte c/o Landeskirchliches Archiv Stuttgart) 2016 (Kleine Schriften des Vereins für württembergische Kirchengeschichte, Nr. 20) – ISBN 978-3-944051-11-6. [Lektorat: Reinhard Breymayer.]
- Hahn, Philipp Matthäus: Erbauungs-Stunden über den Brief an die Epheser. Basel, Ferd. Riehm, 1878.